# ایجی یوشیکاوا
ایجی یوشیکاوا (انگلیسی: Eiji Yoshikawa؛ زاده ۱۱ اوت ۱۸۹۲ درگذشته ۷ سپتامبر ۱۹۶۲) یک رمان‌نویس اهل ژاپن بود.
از فیلم‌ها یا مجموعه‌های تلویزیونی که وی در آن‌ها نقش داشته است می‌توان به «سامورائی ۱: موساشی میاموتو»، «سامورایی ۲: دوئل در معبد ایچی‌جوجی» و «سامورائی ۳: دوئل در جزیره گان‌ریو» اشاره نمود.